# Ochranné pásmo vodního zdroje

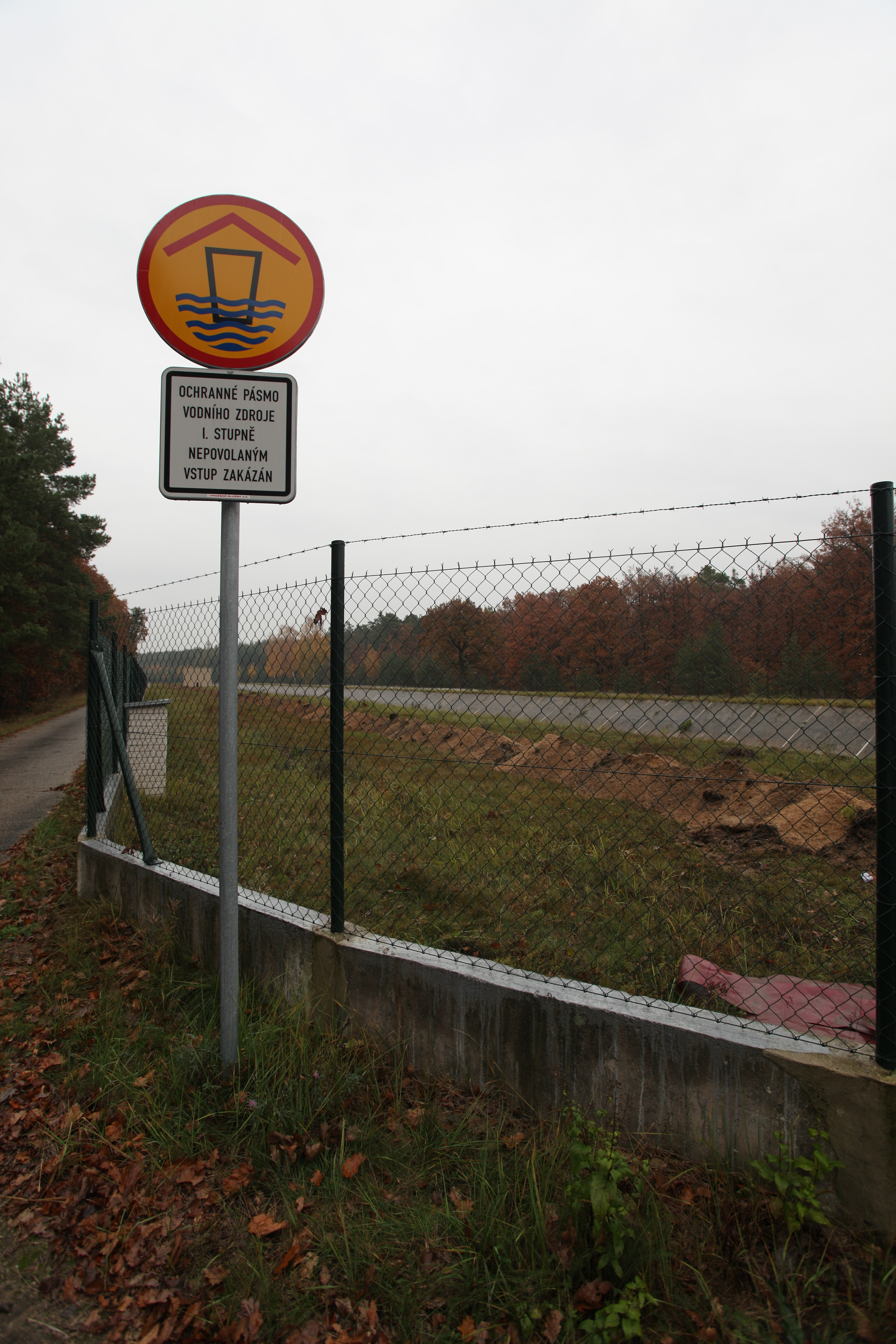
Označení ochranného pásma prvního stupně při vodním zdroji Káraný

Ochranná pásma vodních zdrojů (zkratka OPVZ) jsou státem definovaná pásma hygienické ochrany (zkratka PHO) zdrojů vod používaných nejčastěji k přípravě pitné vody. Každý stát má pro tato pásma svoji vlastní legislativu, která se v průběhu času mění.

## Česká legislativa
Česká legislativa definuje pásma hygienické ochrany v zákoně v č. 254/2001 Sb. §30 (tzv. vodní zákon).

### Pásma hygienické ochrany

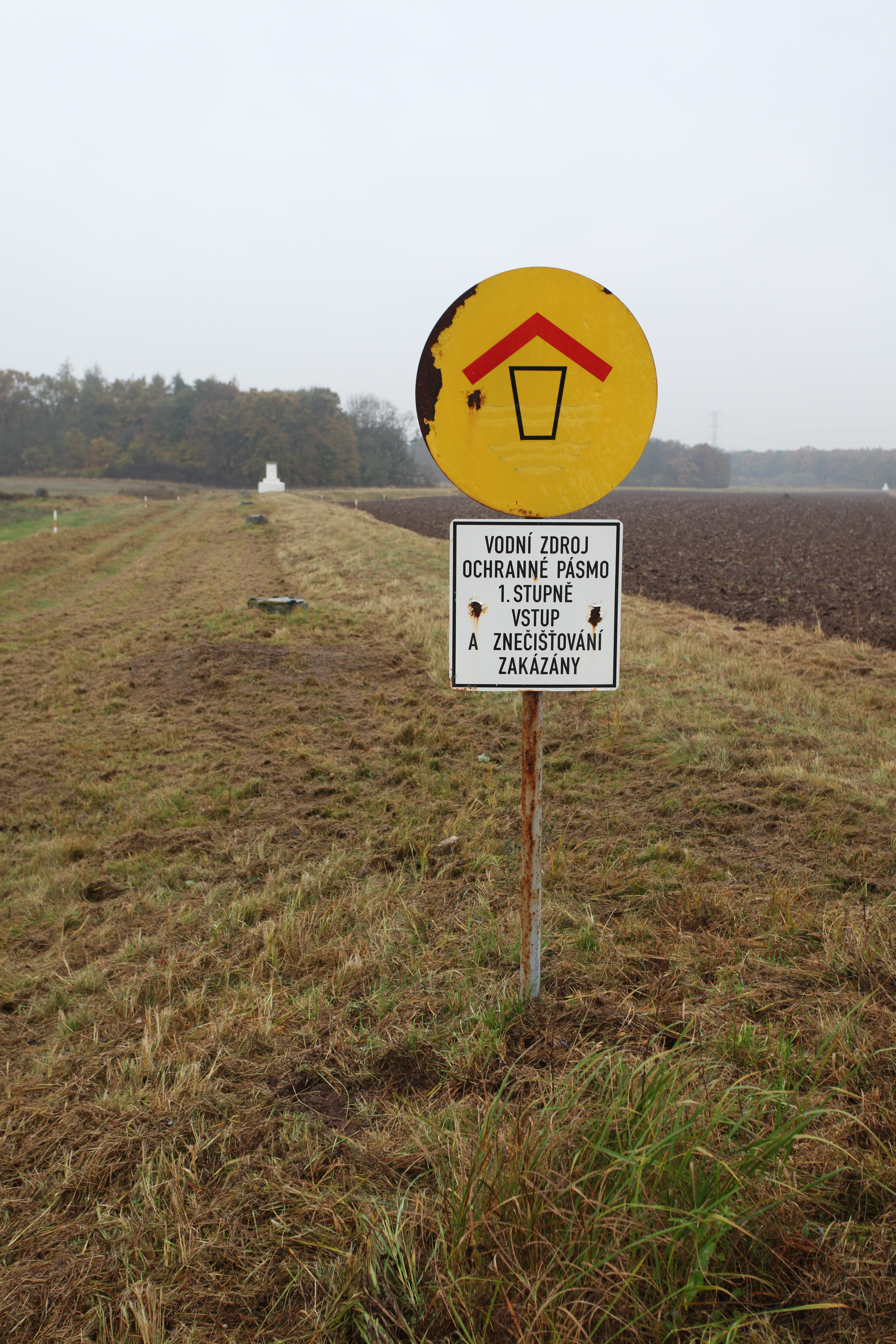
Úzký pás pásma hygienické ochrany prvního stupně obklopený druhým pásmem

Legislativa definuje dvě pásma hygienické ochrany podzemních a povrchových vodních zdrojů. První pásmo hygienické ochrany je často oploceno a přístup je umožněn pouze zplnomocněným osobám. V ostatních případech, jako jsou velké vodní zdroje či nepřístupný terén, se hospodaření v tomto pásmu řídí příslušným zákonem. Zákon zakazuje intenzivní hospodaření v takovém zdroji, používání hnojiv, přejíždění či parkování motorových vozidel. V druhém stupni hygienické ochrany jsou již možnosti hospodaření volnější, avšak stále omezené.